# Lago Ipala
Il lago Ipala è un lago del Guatemala, nel sud-est del Dipartimento di Chiquimula. Il lago sorge in un cratere vulcanico alto 1650 metri ed è un facile percorso per gli escursionisti. Il cratere, riempito d'acqua, è largo un chilometro circa.
La città omonima di Ipala è situata a nord del lago.